# Juan Mahecha
Juan Alejandro Mahecha (27 de julho de 1987) é um futebolista colombiano. Atua como volante. Joga pelo Belgrano
Ele esteve na Seleção Colombiana Sub-20 que jogou o Campeonato Sul-Americano Sub-20 de 2007.